# 歐文 (愛達荷州)
歐文（英語：Irwin）是一個位於美國愛達荷州邦納維爾縣的城市。

## 地理
歐文的座標為43°23′18″N 111°16′05″W / 43.38833°N 111.26806°W，而該地的平均海拔高度為1623米（即5325英尺）。

## 人口
根據2010年美國人口普查的數據，歐文的面積為6.40平方千米，當中陸地面積為6.40平方千米，而水域面積為0.00平方千米。當地共有人口219人，而人口密度為每平方千米34.22人。